# الکساندر بورودای
الکساندر بورودای (روسی: Алекса́ндр Ю́рьевич Борода́й؛ IPA: [ɐlʲɪkˈsandr ˈjʉrʲjɪvʲɪdʑ bərɐˈdaj]؛ زادهٔ ۱۹۷۲ (۵۲–۵۳ سال)) سیاست‌مدار اهل روسیه است.